# Пісочний чоловік
«Пісочний чоловік» (англ. The Sandman) — серія коміксів, створених за сценарієм Ніла Ґеймана, що видавалася імпринтом «Vertigo», який належить видавництву DC Comics. Над коміксом працювали такі відомі художники: Дейв Маккін, Сем Кіт, Майк Дрінгенберг, Джилл Томпсон, Шон МакМанус, Марк Гемпел та Майкл Зуллі. «The Sandman» розповідає про Морфея, одного з семи Безмежних, Повелителя снів. Серія виходила у період з січня 1989 року по березень 1996 року та налічує 75 випусків, які пізніше були перевидані у вигляді 10 томів.
Головний персонаж «Пісочного чоловіка» — Сон, також відомий як Морфей, який є одним з семи Безмежних, до яких також входять Смерть, Схибленість, Спустошення, Снага, Доля, Страждання. Однією з основних причин популярності серії є використання Ґейманом антропоморфної персоніфікації деяких метафізичних сутностей, поєднання міфології та історичних фактів у фентезійному світі.

## Сприйняття
«Пісочний чоловік» отримав схвалення у критиків та був однією з перших графічних новел, яким вдалося побувати у списку бестселерів за версією «The New York Times», та однією з п'яти графічних новел, які потрапили до списку 100 найкращих літературних творів з 1983 по 2008 роки за версією «Entertainment Weekly». Письменник Норман Мейлер назвав «The Sandman» «коміксом для інтелектуалів». Також серія справила великий вплив на жанр фентезі загалом.

## Книги
1. «Пісочний чоловік. Прелюдії й ноктюрни»
2. «Пісочний чоловік. Ляльковий дім[en]»
3. «Пісочний чоловік. Країна снів[en]»
4. «Пісочний чоловік. Пора туманів[en]»
5. «Пісочний чоловік. Гра в тебе[en]»
6. «Пісочний чоловік. Притчі та відображення[en]»
7. «Пісочний чоловік. Короткі життя[en]»
8. «Пісочний чоловік. Кінець світів[en]»
9. «Пісочний чоловік. Милостиві[en]»
10. «Пісочний чоловік. Поминання[en]»

Твори, що не входять до основного циклу:
1. «Пісочний чоловік. Ловці снів[en]»
2. «Пісочний чоловік. Безмежні ночі[en]»
3. «Пісочний чоловік. Увертюра[en]»

## Переклади українською
- Ніл Ґейман. The Sandman. Пісочний Чоловік. Том 1. Прелюдії й ноктюрни. Пер з англ.: Олена Оксенич. К.: Рідна мова, 2017. 272 стор. ISBN 978-966-917-212-9 (Комікси DC та Vertigo)[4][5]
- Ніл Ґейман. The Sandman. Пісочний Чоловік. Том 2. Ляльковий дім. Пер з англ.: Олена Оксенич. К.: Рідна мова, 2018. 256 стор. ISBN 978-966-917-254-9 (Комікси DC та Vertigo)[6][7]
- Ніл Ґейман. The Sandman. Пісочний Чоловік. Том 3. Країна снів. Пер з англ.: Олена Оксенич. К.: Рідна мова, 2019. 184 стор. ISBN 978-966-917-369-0 (Комікси DC та Vertigo)[8][9]
- Ніл Ґейман. The Sandman. Пісочний Чоловік. Том 4. Пора туманів. Пер з англ.: Олена Оксенич. К.: Рідна мова, 2019. 240 стор. ISBN 978-966-917-374-4 (Комікси DC та Vertigo)[10]
- Ніл Ґейман. The Sandman. Пісочний Чоловік. Том 5. Гра в тебе. Пер з англ.: Олена Оксенич. К.: Рідна мова, 2020. 208 стор. ISBN 978-966-917-493-2 (Комікси DC та Vertigo)[11]
- Ніл Ґейман. The Sandman. Пісочний Чоловік. Том 6. Притчі й відображення. Пер з англ.: Олена Оксенич. К.: Рідна мова, 2020. 296 стор. ISBN 978-966-917-534-2 (Комікси DC та Vertigo)[12]
- Ніл Ґейман. The Sandman. Пісочний Чоловік. Том 7. Короткі життя. Пер з англ.: Олена Оксенич. К.: Рідна мова, 2020. 272 стор. ISBN 978-966-917-508-3 (Комікси DC та Vertigo)[13]

## Екранізація

### Фільм
У 2013 році кінокомпанія «Warner Bros.» заявила, що режисер Девід С. Ґоєр планує створити кіноадаптацію коміксу з Джозефом Ґордоном-Левіттом у головній ролі, проте 5 березня 2016 року стало відомо, що Ґордон-Левітт залишив проект після творчих розбіжностей з Warner Bros. і її підструктурою New Line.

### Серіал
В червні 2019 року Netflix підписав контракт на виробництво однойменного серіалу, а зйомки розпочалися в жовтні 2020 року — пізніше, ніж було заплановано, через COVID-19. У січні 2021 року було оголошено, що Том Старрідж зіграє роль головного героя Сну, Гвендолін Крісті — Люцифера, Вів'єн Ачампонг — Люсьєнну, Бойд Холбрук — Корінтіана, Чарльз Денс — Родеріка Берджесса. Пізніше, у травні 2021 року, було оголошено список акторів, які зіграють інші ролі. Прем'єра серіалу відбулася 5 серпня 2022 року.